# Tunnel e Troll
Tunnel e Troll (nell'edizione originale Tunnels & Trolls) è un gioco di ruolo creato da Ken St. Andre e pubblicato nel 1975 dalla Flying Buffalo. La Mondadori pubblicò la traduzione italiana della 5ª edizione nel 1986, traducendo anche alcuni moduli per il gioco in solitario.
Fu sviluppato come alternativa a Dungeons & Dragons (pubblicato l'anno prima) e mirato particolarmente al gioco in solitario e al gioco per posta.
È un gioco semplice, ricco di dettagli, facile da giocare e con un certo senso dell'umorismo. Fu uno dei primi giochi di ruolo degli anni settanta ed ebbe grande influenza sui sistemi successivi. Introdusse l'idea di giocare con una varietà di esseri come personaggi usando un sistema di generazione del personaggio, così che agli esseri non umani venivano date forze o debolezze diverse da quelle degli esseri umani, ma comunque tutti venivano descritti in termini di sistema di gioco come esseri umani. Ciò portò i giocatori ad interpretare una vasta gamma di personaggi non umani in un'ambientazione pluralista. Un sistema più semplice veniva usato in parallelo per gestire i mostri e la maggior parte delle avventure in solitario usava quest'ultimo sistema. Il gioco introdusse anche l'idea che l'armatura (che era stata fusa con la difesa in Dungeons & Dragons), assorbisse in realtà il danno, piuttosto che diminuire la probabilità di essere colpito. Venne anche pubblicato uno dei primi sistemi magici a punti, in cui la magia veniva alimentata da punti mana piuttosto che memorizzata in scomparti dipendenti dal livello.
L'unico dado necessario per giocare Tunnels and Trolls è quello normale a sei facce.
Partendo da un'edizione ciclostilata, è arrivato ad avere anche un'edizione in scatola. L'ultima edizione è la 7.5, pubblicata nel 2008.

## Altri media
Numerosi librogame della serie Dimensione avventura sono basati sul sistema di Tunnel e Troll.
Nel 1990 fu pubblicata una versione per computer, Tunnels & Trolls: Crusaders of Khazan, che incorpora molti dei moduli in solitario.
Nel 2017 uscì il videogioco Tunnels & Trolls Adventures per dispositivi mobili, basato sia sul gioco di ruolo sia sui librogame.